# Lo Seixet (Toralla)
Lo Seixet és un paratge del terme municipal de Conca de Dalt, a l'antic terme de Toralla i Serradell, al Pallars Jussà, en territori del poble de Toralla.
Està situat al sud-est del poble de Toralla, a l'esquerra de la llaueta del Canemàs. És al nord de la partida d'Escauberes, a llevant de lo Balessar.